# 历史上城／利里克剧院站
历史上城／利里克剧院站（英語：Historic Overtown/Lyric Theatre station）是美国佛羅里達州邁阿密-戴德縣迈阿密的一座邁阿密地鐵车站，由邁阿密-戴德公共交通局（MDT）运营管理。车站具体位置位於迈阿密上城区南部，西北第6街与西北第1大道的交界处。该车站原名为上城站（英語：Overtown station），於1984年5月20日正式啟用，是迈阿密地铁第一阶段首批建成启用的车站之一。1988年，车站随着附近的迈阿密球场落成而更名为上城球场站（英語：Overtown Arena station）。2007年，车站在迈阿密球场关闭后改为以邻近的利里克剧院命名，更名为历史上城／利里克剧院站。历史上城／利里克剧院站的建筑布局形式为高架车站，车站设有两条股道及一个岛式站台。车站毗邻利里克剧院及美国航空球场。

## 车站结构
| P 站台层 | 南行方向                   | ▉ 迈阿密地铁绿线，往达德兰南方向（政府中心） · ▉ 迈阿密地铁橙线，往达德兰南方向（政府中心）    |
| P 站台层 | 岛式站台，左边车门将会开启 |                                                                                                |
| P 站台层 | 北行方向                   | ← ▉ 迈阿密地铁绿线，往帕尔梅托方向 （科马） · ← ▉ 迈阿密地铁橙线，往迈阿密国际机场方向（科马） |
| G 地面层 | 站厅                       | 出入口、巴士站                                                                                 |

## 外部連結
- Miami-Dade County: Metrorail Stations（页面存档备份，存于）